# Regierung Edvard Beneš
Die Regierung Edvard Beneš war die fünfte Regierung der Tschechoslowakei in der Zeit zwischen den Weltkriegen. Sie war vom 26. September 1921 bis zum 7. Oktober 1922 im Amt.

## Kabinettsmitglieder
| Ressort                                                                            | Name                           | Amtszeit                             |
| ---------------------------------------------------------------------------------- | ------------------------------ | ------------------------------------ |
| Ministerpräsident                                                                  | Edvard Beneš                   | 26. September 1921 – 7. Oktober 1922 |
| Außenminister                                                                      | Edvard Beneš                   | 26. September 1921 – 7. Oktober 1922 |
| Innenminister                                                                      | Jan Černý                      | 26. September 1921 – 7. Oktober 1922 |
| Finanzminister                                                                     | Augustin Novák                 | 26. September 1921 – 7. Oktober 1922 |
| Minister für Bildung und Kultur                                                    | Vavro Šrobár                   | 26. September 1921 – 7. Oktober 1922 |
| Verteidigungsminister                                                              | František Udržal               | 26. September 1921 – 7. Oktober 1922 |
| Justizminister                                                                     | Josef Dolanský                 | 26. September 1921 – 7. Oktober 1922 |
| Minister für Industrie, Handel und Gewerbe                                         | Ladislav Novák                 | 26. September 1921 – 7. Oktober 1922 |
| Minister für die Eisenbahnen                                                       | Jan Šrámek                     | 26. September 1921 – 7. Oktober 1922 |
| Minister für öffentliche Arbeiten                                                  | Alois Tučný                    | 26. September 1921 – 7. Oktober 1922 |
| Landwirtschaftsminister                                                            | František Staněk               | 26. September 1921 – 7. Oktober 1922 |
| Sozialminister                                                                     | Gustav Habrman                 | 26. September 1921 – 7. Oktober 1922 |
| Minister für Gesundheit und Sport                                                  | Bohuslav Vrbenský              | 26. September 1921 – 7. Oktober 1922 |
| Minister für Post und Telegraphie                                                  | Antonín Srba                   | 26. September 1921 – 7. Oktober 1922 |
| Minister für die Vereinheitlichung der Gesetze und die Organisation der Verwaltung | Ivan Dérer                     | 26. September 1921 – 7. Oktober 1922 |
| Minister für die Verwaltung der Slowakei                                           | Martin Mičura                  | 26. September 1921 – 7. Oktober 1922 |
| Minister für Ernährung                                                             | Antonín Srba (kommissarisch)   | 26. September 1921 – 7. Oktober 1922 |
| Außenhandelsminister                                                               | Ladislav Novák (kommissarisch) | 26. September 1921 – 19. Januar 1922 |